# Salmo akairos
 Salmo akairos  ist eine Fischart aus der Familie der Lachsfische (Salmonidae), die endemisch im Ifni-See im Nationalpark Toubkal in marokkanischen Hohen Atlas vorkommt.

## Merkmale
Salmo akairos bleibt mit maximal 18 Zentimeter Körperlänge relativ klein. Der Körper weist keine dunklen Flecken auf. Die Rücken- und Afterflosse weisen auffällig schwarz-weiße Vorderkanten auf. Die Rückenflosse hat 16 Weichstrahlen die von 14 bis 16 Flossenträger gestützt werden, die Afterflosse 12 oder 13 Weichstrahlen. Es sind 56 bis 58 Wirbel und 19 bis 23 Kiemenreusendornen vorhanden.

## Lebensweise
Die Art ernährt sich von Gliederfüßern, besonders von Hüpferlingen (Cyclops), von filamentösen Algen und Kieselalgen.

## Weblink
- Salmo akairos in der Roten Liste gefährdeter Arten der IUCN 2013.1. Eingestellt von: Azeroual, A., 2007. Abgerufen am 17. Oktober 2013.